# António Maria Baptista

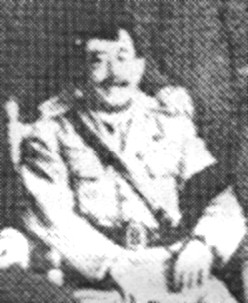
António Maria Baptista

António Maria Baptista (* 5. Januar 1866 in Beja; † 6. Juni 1920 in Lissabon) war ein portugiesischer Militär und Politiker. Vom 8. März 1920 bis zu seinem Tode war er Ministerpräsident von Portugal.

## Leben
António Maria Baptista trat 1910 in die Demokratische Partei ein. Er kämpfte unter anderem in Mosambik und im Ersten Weltkrieg für sein Land. 1919 wurde er Kriegsminister im ersten Kabinett Domingos Leite Pereira. Am 8. März 1920 wurde der dessen Nachfolger als portugiesischer Regierungschef. Am 6. Juni 1920 starb er plötzlich nach einer Kabinettssitzung an einem Schlaganfall, nachdem er einen ihn beleidigenden Brief erhalten hatte. Nach seinem Tode wurde er postum zum General befördert.